# Pierre-Paul Dubuisson
Pierre-Paul Dubuisson (Parigi, 1707 – Parigi, 1762) è stato un incisore francese, oltre che rilegatore.

## Biografia

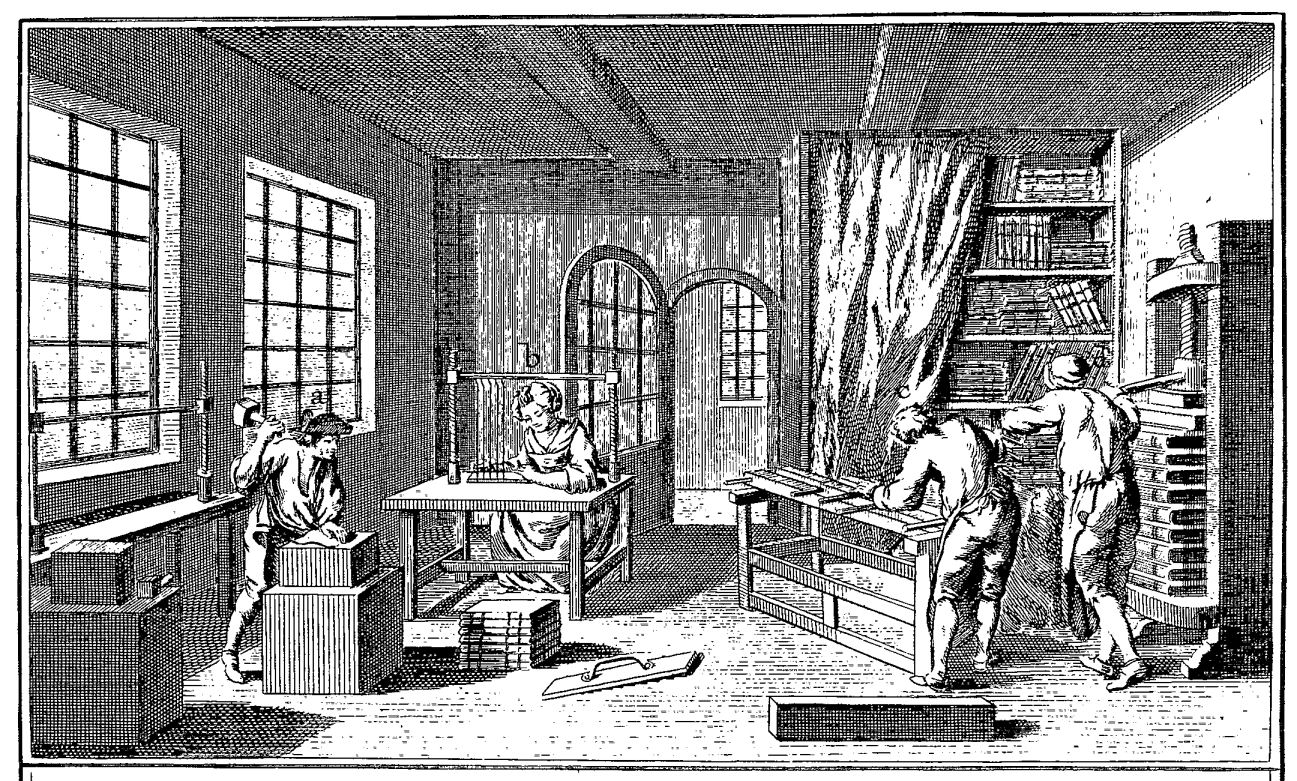
Antica legatoria: immagine dallEncyclopédie di Denis Diderot et Jean Baptiste Le Rond d'Alembert.

Pierre-Paul Dubuisson, uno dei rilegatori più famosi del suo tempo, venne nominato maestro rilegatore nel 1746, e fu il successore, nel 1758, di Antoine-Michel Padeloup come rilegatore reale di Luigi XV di Francia.
Si specializzò nelle legature araldiche di almanacchi, i cui piatti finementi incisi, recavano, racchiuse in cornici dorate, le armi dei proprietari dipinte a colori.
Dubuisson usò contrassegnare le sue legature, di grande effetto decorativo e di raffinata esecuzione, con etichette che costituiscono stampe molto pregevoli.
Numerosi almanacchi sono conservati ed esposti alla Biblioteca dell'Arsenale di Parigi; tra questi i due con le armi di De Palmy considerati tra le opere migliori di Dubuisson.

## Opere
- Legature araldiche di almanacchi.